# Códigos de Guerra
Windtalkers (bra/prt: Códigos de Guerra) é um filme estadunidense de 2002, do gênero guerra, dirigido por John Woo e estrelado por Nicolas Cage. Produzido pela MGM, contou com orçamento de US$100 milhões. O filme é baseado na incrível e verídica história da participação de membros da tribo ameríndia dos Navajos na criação de um código baseado em sua língua, e sua colaboração heróica para a vitória norte-americana sobre os japoneses em 1945.

## Sinopse
Durante a Segunda Guerra Mundial, em 1944, os Estados Unidos levam adiante a guerra contra o Japão, nas ilhas do Pacífico. Mas, algo vai mal para os americanos: o inimigo tem conseguido, de forma inteligente e constante, decifrar todos os códigos utilizados para cifrar as comunicações, e infligido, deste modo, muitas baixas e perdas.
Logo é desenvolvido um novo código, este sendo totalmente baseado na desconhecida e complexa língua dos índios Navajos, e, por isto mesmo, perfeito para o objetivo. Para utilizar o novo código são recrutados dezenas de navajos, que, incorporados às forças armadas, recebem treinamento militar e, principalmente, se tornam aptos a utilizar o código em qualquer situação.
Como tal código não poderia cair nas mãos do inimigo, algumas medidas são tomadas para resguardá-lo. Alguns dentre os melhores fuzileiros americanos são convocados para fazer a guarda pessoal dos codificadores: um deles é o sargento Joseph Enders, único sobrevivente de uma terrível batalha nas Ilhas Salomão, interpretado por Nicolas Cage.
Após uma breve recuperação no hospital naval, Enders assume a missão e recebe de seu oficial superior  uma ordem de valor moral duvidoso: proteja o código a qualquer custo,mesmo que isto que signifique a morte do codificador.

## Elenco
- Nicolas Cage (Sargento Joe Enders)
- Adam Beach (Recruta Ben Yahzee)
- Peter Stormare (Sargento Eric "Gunny" Hjelmstad)
- Noah Emmerich (Charles "Chick" Rogers)
- Mark Ruffalo (Pappas)
- Brian Van Holt (Harrigan)
- Martin Henderson (Nellie)
- Roger Willie (Recruta Charles Whitehorse)
- Frances O'Connor (Enfermeira Rita Swelton)
- Christian Slater (Sargento Peter "Ox" Henderson)
- Jason Isaacs (Major Mellitz)
- Billy Morts (Sargento Fortino)